# Maksymilian Sosnowski
Maksymilian Edward Sosnowski (ur. 7 października 1822 w Poznaniu, zm. 22 września 1901 tamże) – polski bibliotekarz, nauczyciel, poeta. Dyrektor Biblioteki Raczyńskich w Poznaniu.

## Życiorys
Ukończył studia na Uniwersytecie Humboldtów w Berlinie. Nauczał w Gimnazjum Marii Magdaleny w Poznaniu, a także w Miejskiej Szkole Realnej tamże. W tym czasie wydał tom Kilka poezji. Od 1868 objął stanowisko dyrektora Biblioteki Raczyńskich. Skoncentrował się na opracowaniu katalogów, co zapoczątkował już jego poprzednik - Antoni Popliński. Wydał kontynuację jego dzieła - Alphabetischer Katalog der Raczyńskischen Bibliothek enthaltend die Erwerbungen aus den Jahren 1865-1877. Następnie, wspólnie z L. Kurtzmannem, opublikował Katalog der Raczyńskischen Bibliothek in Posen w czterech tomach (1885).